# Жута (филм)
Жута је југословенски филм из 1973. године. Режирао га је Владимир Тадеј, а сценарио је написао Гордан Михић.

## Радња
Жута је девојка која стицајем околности постаје луталица, иако дубоко у себи гаји љубав према деци и жели властити дом. Када је из непознатих разлога приведу у полицијску станицу, она добродушно и наивно почиње да приповеда своју причу, надајући се да ће је чувар пустити. У притвору упознаје људе најразличитијих профила – скитницу, „студенткињу“, модисткињу, хомосексуалца (с којим се спријатељи). Иако у једном тренутку себи признаје да за њу нема ко да дође, јер никоме није потребна, помоћ стиже баш када се не нада.

## Улоге
| Глумац                  | Улога                          |
| ----------------------- | ------------------------------ |
| Ружица Сокић            | Жута                           |
| Вера Чукић              | Буба                           |
| Александар Гаврић       | Вуле                           |
| Боро Стјепановић        | Дежурни милицајац              |
| Љубиша Бачић            | Скитница                       |
| Мира Бањац              | студенткиња Дина Велисављевић  |
| Слободан Алигрудић      | Милицајац на терену            |
| Жика Миленковић         | Милицајац коме бежи Буба       |
| Миодраг Андрић          | Бранимир Хаџи–Ускоковић        |
| Војислав Говедарица     | Момир Танић                    |
| Божидар Павићевић Лонга | Судија за прекршаје            |
| Миливој Поповић Мавид   | Председник комисије за артисте |
| Љубомир Ћипранић        | Човек са шајкачом у кафани     |
| Петар Лупа              | Антонио Балоњерос              |
| Богдан Јакуш            | Конобар                        |
| Душан Вујисић           | Избацивач                      |
| Томислав Готовац        | Брадати затвореник             |
| Јованка Котлајић        | Старица која краде ногу        |
| Душан Антонијевић       |                                |
| Дамјан Клашња           |                                |
| Златибор Стоимиров      |                                |
| Драгица Новаковић       |                                |
| Дара Вукотић Плаовић    |                                |
| Мирко Даутовић          |                                |
| Славица Јеремић         |                                |
| Лидија Петровић         |                                |
| Божидар Станковић       |                                |

## Специјални гости
- Габи Новак
- Арсен Дедић

## Занимљивости
- Ружици Сокић је ово најхваљеније извођење у каријери, за које је била награђена Златном ареном на Филмском фестивалу у Пули 1973. године.[4][5]
- На филмским сусретима у Нишу 1973. године Ружици Сокић награђена је Великом повељом.[2][6]
- Ружица је за улогу добила тадашњих две хиљаде динара, што је била изузетно скромна сума.[7]
- Ово је последњи филм великог глумца Александра Гаврића.
- Дана 23. децембра 2024. године била jе одржана премијера дигитализоване копије филма.[8].